# Aborcja w Bośni i Hercegowinie
Aborcja w Bośni i Hercegowinie – aborcja w Bośni i Hercegowinie jest legalna na żądanie w ciągu pierwszych dziesięciu tygodni ciąży. W okresie od dziesięciu do dwudziestu tygodni aborcja musi zostać zatwierdzona przez komisję i jest dozwolona, gdy zagrożone jest życie lub zdrowie kobiety, płód jest poważnie uszkodzony, ciąża jest wynikiem przestępstwa lub z powodów psychospołecznych. We wszystkich przypadkach kobiety muszą najpierw przejść terapię. Po 20 tygodniach aborcja jest dozwolona tylko w celu ratowania życia lub zdrowia kobiety. Osoby, które dokonują nielegalnej aborcji lub jej asystują, podlegają karze.
Status prawny aborcji reguluje ustawa z 2008 r., wcześniej regulowała ją ustawa z 7 października 1977 r., gdy Bośnia i Hercegowina była częścią Jugosławii.
W 2001 r. wskaźnik aborcji wynosił 1,4 aborcji na 1000 kobiet w wieku od 15 do 44 lat i był jednym z najniższych w Europie. Rząd wyraził zaniepokojenie wyższym wskaźnikiem wśród nastolatków.

## Opinia publiczna
W sondażu Pew Research z 2017 r. respondenci z Bośni i Hercegowiny byli równomiernie podzieleni na tych, którzy uważają, że aborcja powinna być w większości przypadków legalna (47%) oraz tych, którzy uważają, że powinna być ona w większości przypadków nielegalna (47%). Jednak istniał znaczny podział między różnymi grupami etnicznymi i religijnymi, a katolicy w większości byli przeciw legalnej aborcji (71%).